# Alula

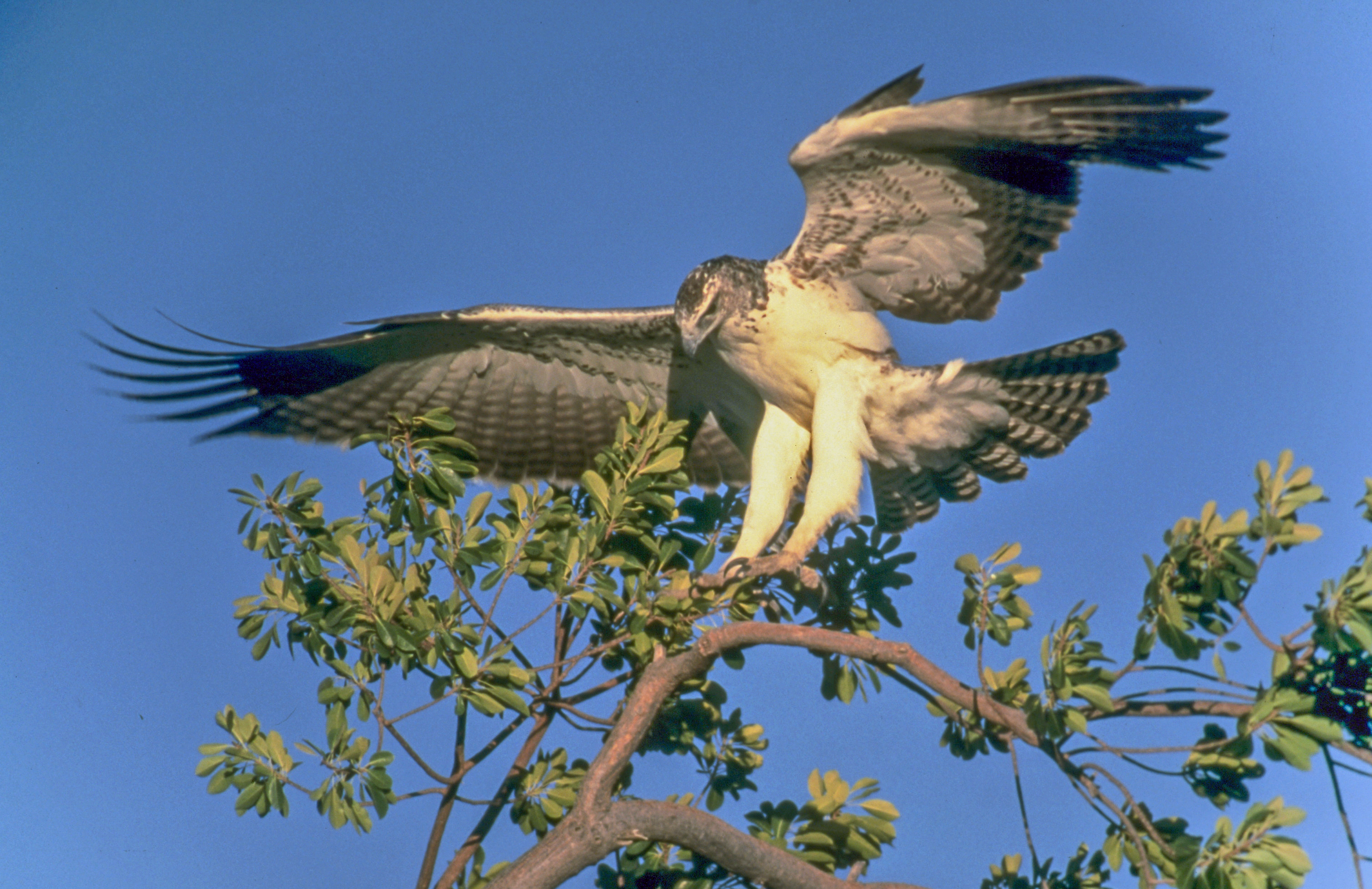
Här syns alulan på en stridsörn (Polemaetus bellicosus)

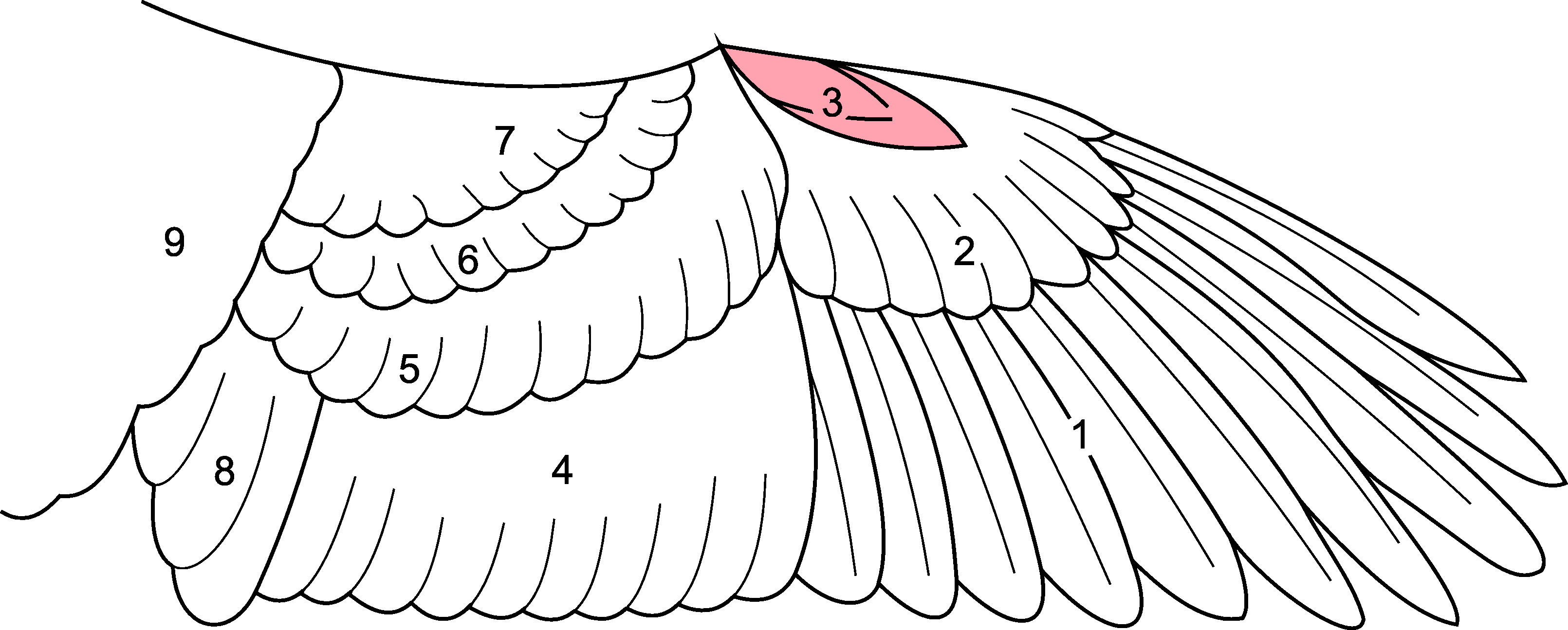
Nummer 3 är Alula.

Alula (diminutivform av  ala, latin för "vinge"), också kallad lillvinge eller bastardvinge, är en liten grupp fjädrar som sitter ovanför vingknogen på fågelns vinge. Alula utgörs av två till sex breda och styva fjädrar som ligger ovanpå varandra med den minsta fjädern överst och innerst mot kroppen. Dessa fjädrar skapar en sorts stel bladliknande funktion och de sitter fast på det enda rörliga benet på fågelns hand, motsvarande människans tumme, vars ben annars är sammanvuxna. Alula används för att stabilisera luftströmmar på ovan- och undersidan av vingen, mest vid låghastighetsflygning för att öka manöverdugligheten. Den är synligast vid start och landning.
Alla idag levande fåglar har en alula utom pingviner, hos vilka den är sammansmält med carpometacarpus (= carpus + metacarpus).
De allra äldsta fåglar man känner till genom fossil, inklusive Archaeopteryx, hade inte utvecklat alula och måste därför ha varit ganska klumpiga flygare. De äldsta fossil man hittat med alula är 115 miljoner år gammalt och fågelarten som hittades nära Cuenca i centrala Spanien har fått namnet Eoalulavis hoyasi.